# Denise Ouabangui
Denise Ouabangui (sinh ngày 8 tháng 6 năm 1968) là một vận động viên chạy nước rút người Cộng hòa Trung Phi. Bà đã thi đấu ở nội dung 400 mét nữ tại Thế vận hội Mùa hè 1996.